# Parafia św. Mateusza w Różynce
Parafia świętego Mateusza w Różynce – parafia rzymskokatolicka znajdująca się w archidiecezji warmińskiej, w dekanacie Dobre Miasto.